# Џен Сур
Џенифер Лин Сур (енгл. Jennifer Lynn Suhr; девојако Штучински; рођена 5. фебруара 1982.) је некадашња америчка атлетичарка, скакачица с мотком. Била је олимпијска и светска шампионка. Она држи светски рекорд у скоку мотком у дворани са 5.03 м. Освојила је сребрну медаљу на Олимпијским играма у Пекингу. Освојила је златну медаљу на Олимпијским играма у Лондону.

## Биографија
Џенифер је рођена од родитеља Марка и Сју Штучински, власника продавница прехрамбених производа у Фридонији у држави Њујорк. Продавница је раније била у власништву њеног деде, "Банка" Штучинског. Џенифер је похађала Универзитет Робертс Веслијан у Рочестеру, где се такмичила у кошарци и атлетици.
3. јануара 2010. Џен се удала за свог тренера Рика Сура у Рочестеру.

## Каријера у скоку с мотком

### 2004
Џен је почела да скаче с мотком са тренером Риком Суром .

### 2007
Сур је 20. маја 2007. оборила амерички рекорд у скоку с мотком на отвореном са 4.84 м у Карсону, Калифорнија, надмашивши за један центиметар претходни рекорд којег је поставила Стејси Драгила 2004. године.
Две недеље касније, Сур је прескочила 4.88 м, што је тада, био други највиши скок у историји иза Рускиње Јелене Исинбајеве.

### 2008
На Светском првенству у дворани у Валенсији, Шпанија, Сур је завршила на другом месту иза Јелене Исинбајеве. Обе су прескочиле 4.75 м.
18. маја 2008. Сур је прескочила 4.90 м, обарајући сопствени амерички рекорд.
6. јула 2008. Сур је прескочила 4.92 м, обарајући опет сопствени амерички рекорд.
На Олимпијским играма у Пекингу 18. августа 2008. Сур је завршила као друга иза Исинбајеве са 4.80 м. Исинбајева је оборила сопствени светски рекорд скоком од 5.05 м.

### 2009
Сур је оборила сопствени амерички рекорд прескочивши 4.83 м у Бостону 1. марта 2009.
Сур је била приморана да се повуче са Светског првенства у Берлину због повреде Ахилове тетиве.

### 2011
Дана 27. фебруара 2011, Сур је освојила своју десету националну титулу укупно победом на првенству САД у атлетици у дворани 2011. са још једним националним рекордом од 4.86 м у затвореном простору.
Сур је завршила на четвртом месту на Светском првенству у Даегуу у Јужној Кореји са скоком од 4.70 м.

### 2012
Почела је 2012. годину америчким рекордом у дворани од 4.88 м у Бостону.
Дана 6. августа 2012, Џен Сур је освојила златну медаљу у скоку с мотком за жене на Олимпијским играма, победивши Кубанку Јарислеј Силву након што су обе такмичарке прескичиле 4.75 м.

### 2013
Сур је 2. марта 2013. оборила светски рекорд Јелене Исинбајеве у дворани (постављен 23. фебруара 2012. у Стокхолму) прескочивши на првенству САД у атлетици у дворани у Албукеркију, Нови Мексико летвицу на висини 5.02 м. Тада је постала друга жена у историји која је прескочила 5 метара у скоку мотком. Сур је освојила сребрну медаљу на Светском првенству 2013. у Москви, прескочивши 4.82 м.

### 2016
Сур је 30. јануара оборила сопствени светски рекорд у скоку с мотком у дворани на атлетском митингу у Брокпорту, скоком од 5.03 м.
Сур је на Летњим олимпијским играма 2016. у Рио де Жанеиру завршила на седмом месту.

### 2022
Сур је објавила да се повлачи из активног бављења атлетиком у јуну 2022. 